# 西北加州大學法學院
西北加州大學法學院成立於1982年，是一所位於美國的在線遠程法學院。
加利福尼亞州律師公會授權西北加州大學法學院在學生完成加州律師資格計劃後授予法律博士學位。此校在加利福尼亞州律師協會的律師審查委員會裡註冊為法學院。

## 線上法律教育
西北加州大學法學院完全通過遠程教育形式提供課程。主要通過網上討論區、網上音頻及視頻講座和電話會議作為教學媒介。

## 授予學位
學校提供法律博士（JD）法學學位課程。在 4L 學年結束並通過學校考試時，學生會獲得 JD 學位。學校現已不再提供法學學士學位（BSL）。

## 認證
西北加州大學法學院獲得加利福尼亞州律師公會律師審查委員會的認可。由學校授予JD學位的學生有資格參加加州律師考試並在加州獲得執照。此學校未獲得美國律師協會（ABA）的認可。因此，畢業生通常不被允許在加利福尼亞州以外參加律師考試。但通過加州律師考試的畢業生，可以在全美國提供聯邦法律的服務。
由於西北加州大學法學院畢業生可以參加加州律師考試，因此根據印第安納州最高法院2024年2月15日修訂的規則，該校畢業生亦可於2024年7月1日開始申請豁免，獲准參加印第安納州律師考試。

## 外部鏈接
- 官方网站